# Franz Schlegelberger
Louis Rudolph Franz Schlegelberger (ur. 23 października 1876, zm. 14 grudnia 1970) – sekretarz stanu w Ministerstwie Sprawiedliwości Rzeszy; minister sprawiedliwości w okresie III Rzeszy. Był głównym oskarżonym podczas procesu prawników, toczącego się przed amerykańskimi trybunałami wojskowymi w Norymberdze.

## Młodość i początki kariery
Schlegelberger urodził się w protestanckiej rodzinie kupieckiej w Królewcu. Jego ojciec trudnił się handlem zbożem. Jego przodkowie (a wśród nich Balthasar Schlögelberger) przeprowadzili się w latach 1731–1732 z Salzburga do Prus Wschodnich.
Schlegelberger uczęszczał do gimnazjum na starym mieście w Królewcu. Egzamin kończący szkołę zdał w roku 1894.
W roku 1894 rozpoczął studia prawnicze w Królewcu, a w latach 1895–1896 kontynuował je w Berlinie. W roku 1897 Schlegelberger zdał państwowy egzamin prawniczy z bardzo dobrym wynikiem.
1 grudnia 1899 roku na Uniwersytecie w Królewcu – lub jak wynika z akt zgromadzonych podczas procesu – na Uniwersytecie w Lipsku – uzyskał tytuł doktora prawa.
9 grudnia 1901 Schlegelberger zdał państwowy egzamin prawniczy z oceną dobrą. 21 grudnia 1901 został asesorem w sądzie rejonowym w Królewcu, a 17 marca 1902 – sędzią pomocniczym w sądzie okręgowym w Królewcu. 16 września 1904 roku uzyskał posadę sędziego w Sądzie Okręgowym w Lyck (obecnie Ełk). Na początku maja 1908 roku przeniósł się do Sądu Okręgowego w Berlinie i jeszcze w tym samym roku uzyskał nominację na sędziego pomocniczego w berlińskim sądzie apelacyjnym (Kammergericht). W roku 1914 wstąpił do Rady Sądu Apelacyjnego w Berlinie (Kammergerichtsrat), w której uczestniczył do roku 1918.
1 kwietnia 1918 roku Schlegelberger rozpoczął współpracę z Ministerstwem Sprawiedliwości Rzeszy. 1 października tego samego roku przyjęto go do Tajnego Sądu Rządowego i Rady Wykonawczej. W roku 1927 został dyrektorem ministerialnym w Ministerstwie Sprawiedliwości
Rzeszy.
Od roku 1922 Schlegelberger wykładał prawo na Uniwersytecie w Berlinie i był profesorem honorowym tej uczelni.
10 października 1931 roku Schlegelberger uzyskał stanowisko sekretarza stanu w Ministerstwie Sprawiedliwości Rzeszy, podległym Franzowi Gürtnerowi i utrzymał tę posadę aż do śmierci Gürtnera w roku 1941. Na polecenie Hitlera, 30 stycznia 1938 roku Schlegelberger wstąpił do partii NSDAP.

## W partii nazistowskiej
W swoich licznych pracach Schlegelberger pisał o konieczności wprowadzenia nowej waluty narodowej w Niemczech, by zatrzymać hiperinflację.
Po śmierci Franza Gürtnera w roku 1941, Schlegelberger został tymczasowym Ministrem Sprawiedliwości Rzeszy na lata 1941 i 1942. Później zastąpił go Otto Georg Thierack. W czasie jego urzędowania liczba wyroków śmierci wzrosła gwałtownie. Wydał między innymi akt pozwalający na wykonywanie egzekucji na Polakach, którzy dopuściliby się zrywania niemieckich plakatów (Polenstrafrechtsverordnung).
Stosunek Schlegelberga do pełnionej funkcji oddaje jego list do Ministra Rzeszy i Szefa Kancelarii Rzeszy Hansa Heinricha Lammersa:

Najczcigodniejszy Ministrze Rzeszy, Doktorze Lammers!

Zgodnie z rozkazem Führera z 24 października 1941 roku, dostarczonym mi za pośrednictwem Szefa Kancelarii Führera i Rzeszy, przekazałem żyda Markusa Luftglassa, skazanego przez Sąd Specjalny w Katowicach na 2,5 roku więzienia, Gestapo w celu wykonania egzekucji.
Chwała Hitlerowi!
Wasz najwierniejszy

–Schlegelberger

Jednak, żeby oszczędzić część osób będących w połowie pochodzenia żydowskiego, w liście z 5 kwietnia 1942 zasugerował Hansowi Lammersowi, by dano im wybór pomiędzy „ewakuacją” i sterylizacją:

Opisane metody ostatecznego rozwiązania kwestii żydowskiej powinny zostać zastosowane wobec rodowitych Żydów oraz potomków z pierwszego pokolenia małżeństw mieszanych. Nie powinny natomiast dotyczyć kolejnego pokolenia pochodzącego z małżeństw mieszanych.

Jeśli chodzi o traktowanie żydowskich potomków pierwszego stopnia z małżeństw mieszanych, zgadzam się z koncepcją Ministra Spraw Wewnętrznych, którą wyraził on w swoim liście z 16 lutego 1942. Według niej, sposobem na zapobieżenie rozmnażania się potomków małżeństw mieszanych jest zakwalifikowanie ich do jednej kategorii z Żydami i ich ewakuacja. Wynika stąd, że ewakuacja pół-Żydów, którzy nie są zdolni do rozmnażania, jest bezcelowa. Rozwiązywanie małżeństw między takimi pół-Żydami i Niemcami czystej krwi nie leży w interesie narodowym.

Ci zaś spośród pół-Żydów, którzy są zdolni do rozmnażania, powinni otrzymać możliwość wyboru pomiędzy poddaniem się sterylizacji a ewakuacją w ten sam sposób, co pozostali Żydzi.

Odchodząc ze stanowiska Ministra Sprawiedliwości Rzeszy 24 sierpnia 1942, Schlegelberger otrzymał od Hitlera świadczenie w wysokości 100 000 marek. W roku 1944 Hitler zezwolił mu na nabycie dworku, co świadczyło o przychylności, z jaką Führer odnosił się do byłego ministra (w owym czasie tylko eksperci w dziedzinie rolnictwa byli uprawnieni do zakupu takich majątków). Fakt ten wykorzystano w procesie norymberskim przeciwko Schlegenbergowi, wskazywał on bowiem na dobre stosunki między nim a Hitlerem.

## Po wojnie
Podczas procesu prawników w Norymberdze Schlegelberger zaliczał się do grona głównych oskarżonych. Został skazany na dożywocie za współudział w przygotowaniu zbrodni wojennych i zbrodni przeciwko ludzkości.
W roku 1950 74-letni Schlegelberger został zwolniony z więzienia z powodów zdrowotnych. Przez kolejne lata pobierał emeryturę w wysokości 2894 marek (dla porównania: średnia miesięczna płaca w Niemczech wynosiła w tym czasie 535 marek). Schlegelberger aż do swojej śmierci zamieszkiwał we Flensburgu.